# Phyllanthus albidiscus
Phyllanthus albidiscus är en emblikaväxtart som först beskrevs av Henry Nicholas Ridley, och fick sitt nu gällande namn av Airy Shaw. Phyllanthus albidiscus ingår i släktet Phyllanthus och familjen emblikaväxter. Inga underarter finns listade i Catalogue of Life.